# Хулбук (посёлок городского типа)
Хулбук (тадж. Ҳулбук; до февраля 2018 года — Восе тадж. Восеъ) — посёлок городского типа в Хатлонской области Таджикистана, административный центр Восейского района.

## История
Постановлением ЦИК СССР от 19 января 1936 года в составе Таджикской ССР образован новый Колхозабадский район с центром в кишлаке Пайтук (тадж. Пойтуғ), тем же постановлением кишлак переименован в Колхозабад.
Указом Президиума Верховного Совета Таджикской ССР от 19 августа 1957 года за счет разукрупнения Кулябского района образован Аральский район с центром в кишлаке Колхозабад, с переименованием его в кишлак Арал.
Указом Президиума Верховного Совета Таджикской ССР от 25 февраля 1961 года удовлетворено ходатайство Аральского районного Совета депутатов трудящихся о переименовании Аральского района в район имени Восе, административного центра района кишлака Арал — в кишлак имени Восе и кишлачного Совета имени Восе — в кишлачный Совет Ховалинг.
Статус посёлка городского типа присвоен в 1964 году. Переименован 22 января 2018 года в связи с наличием в районе одноимённого археологического комплекса.
В посёлке расположена железнодорожная станция Восе (на линии Бохтар — Куляб).

## Население
| 1970 | 1979   | 1989   | 2008   | 2015   | 2019   | 2020   | 2021   | 2022   |
| ---- | ------ | ------ | ------ | ------ | ------ | ------ | ------ | ------ |
| 7223 | 10 766 | 14 989 | 19 332 | 22 700 | 24 200 | 24 500 | 30 600 | 32 100 |